# 聖安東尼奧鎮
聖安東尼奧鎮（西班牙語：Villa de San Antonio），是洪都拉斯的城鎮，位於該國中西部，由科馬亞瓜省負責管轄，面積341.2平方公里，海拔高度595米，2001年人口16,758，人口密度每平方公里49.11人。
14°19′N 87°37′W / 14.317°N 87.617°W